# 514 هـ
514 هـ هي سنة في التقويم الهجري امتدت مقابلةً في التقويم الميلادي بين سنتي 1120 و1121.

## أحداث
- 24 ربيع الأول - معركة كتندة، بين قوات ألفونسو الأول ملك أراغون والجيش المرابطي تحت قيادة إبراهيم بن يوسف بن تاشفين

## مواليد
- عبد الحق الإشبيلي

## وفيات
- أبو عبد الله بن الفراء الأندلسي